# Callithrix acariensis
Callithrix acariensis är en primat i släktet silkesapor som förekommer i Brasilien. Arten tillhör undersläktet Mico som ibland godkänns som släkte. Artepitet i det vetenskapliga namnet syftar på Acarífloden (Rio Acarí) som ligger i primatens utbredningsområde.

## Utseende
Individerna blir ungefär 24 cm långa (huvud och bål), har en cirka 35 cm lång svans och väger cirka 420 g. Med undantag av stortån, som har en nagel, är alla tår utrustade med klor. Pälsen är på ryggen nära huvudet vitaktig och den blir fram till svansen gråaktig med en orange skugga. Även på undersidan är pälsen vid halsen vit och den övergår till orange fram till buken. Vid halsen kan det finnas långa hår som påminner om en man. Svansen är täckt av svart päls och den har en orange spets. Det nakna ansiktet har köttfärgat hud och några eller många svarta fläckar. Tummen är som hos alla silkesapor inte motsättlig.

## Utbredning och habitat
Arten lever i sydöstra delen av delstaten Amazonas vid några södra bifloder till Amazonfloden. Den vistas i låglandet som är täckt av regnskog.

## Ekologi
Callithrix acariensis har samma levnadssätt som andra kloapor. Den äter frukter, blommor, nektar, naturgummi och trädens vätskor som kompletteras med enstaka smådjur som grodor, ödlor och ryggradslösa djur. Flocken har cirka 15 medlemmar och vanligen föder bara flockens dominanta hona ungar. Per kull föds nästan alltid två ungar. Arten går på fyra fötter över grenar och den hoppar ofta från gren till gren.